# Fabiola belga királyné
Fabiola (teljes nevén Doña Fabiola Fernanda María de las Victorias Antonia Adelaida de Mora y Aragón) (1928. június 11. – 2014. december 5.) spanyol nemesi család leszármazottja, I. Baldvin belga király felesége, majd özvegye. Férje uralkodása során a „belgák királynéja”, halála után a „Fabiola belga királyné” címet viselte.

## Élete

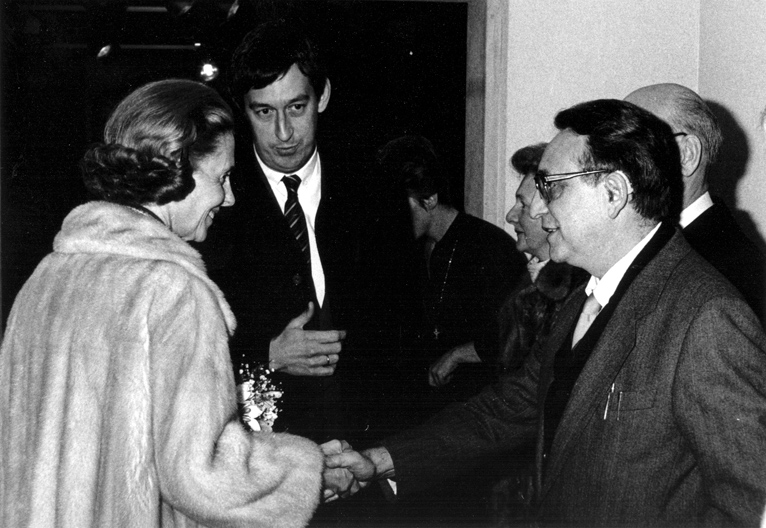
Fabiola Paul Kempeneers belga irodalmár, nyelvész társaságában

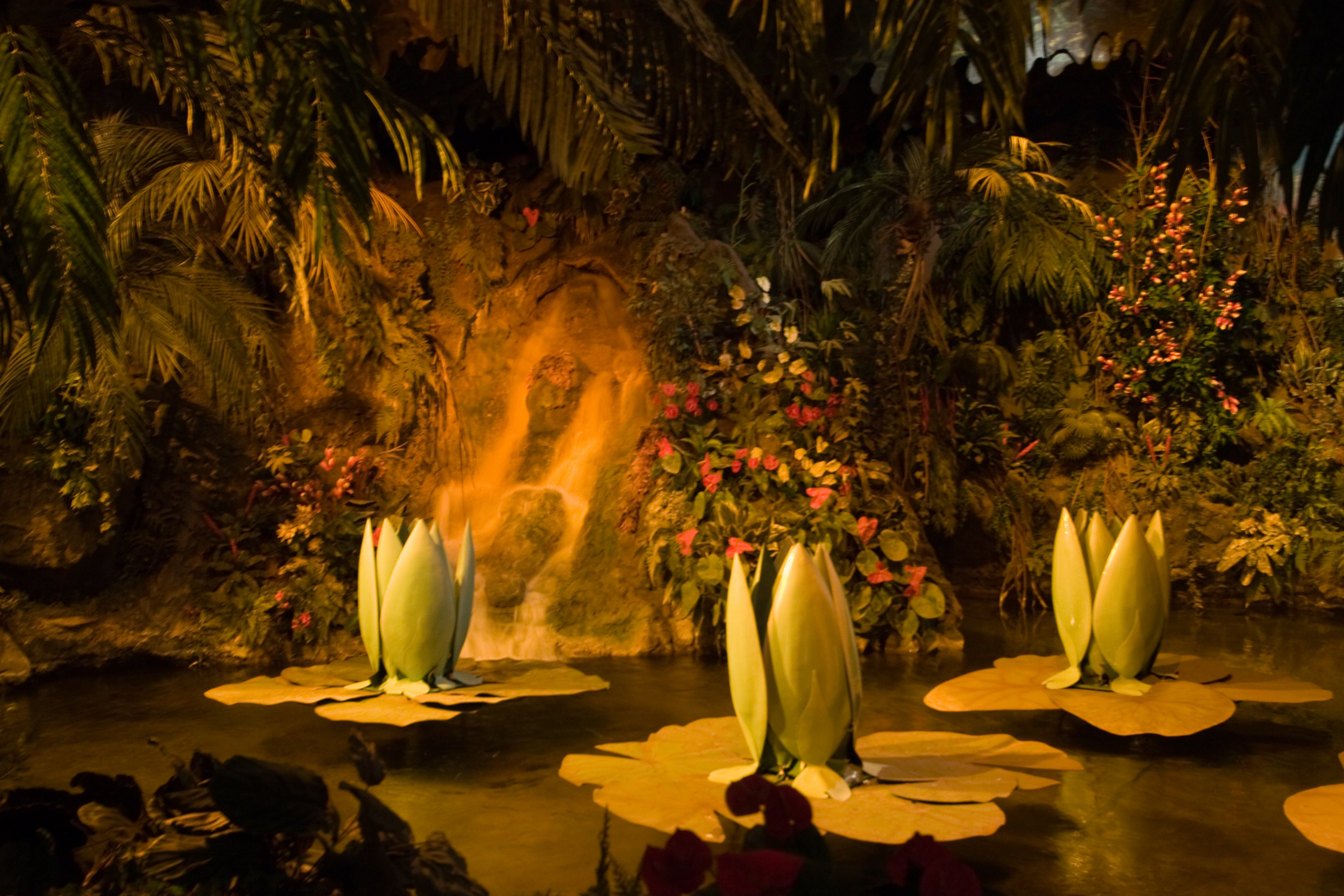
Víziliomok - Fabiola egyik meséjének díszletei, a hollandia Efteling-ben található szórakoztató parkban

### Származása
Fabiola spanyol nemesi család leszármazottja, 1928. június 11-én látta meg a napvilágot Mardidban. Apja Don Gonzalo Mora Fernández Riera del Olmo, Casa Riera őrgrófja és Mora grófja (1887–1957). Anyja Doña Blanca de Aragón y Carrillo de Albornoz Barroeta-Aldamar y Elío. Bátyja Jaime de Mora y Aragón gróf, spanyol színész, keresztanyja Battenbergi Viktória Eugénia spanyol királyné.

### Házassága
Házassága előtt Fabiola publikált egy meséskönyvet "Los doce Cuentos maravillosos" (Tizenkét csodás mese) címmel.
1960. december 15-én házasodott össze Baldvin belga királlyal, aki 1951-ben, apja lemondása után foglalta el a trónt. A házasságra a brüsszeli Szent Mihály és Szent Gudula-székesegyházban került sor és Belgium történelmében először, a belga televízió élőben közvetítette a szertartást. Az eljegyzés bejelentésekor az amerikai TIME magazin Fabiolát, aki akkor nővérként dolgozott, kikiáltotta a modern Csipkerózsikának és úgy jellemezte, hogy "csinos fiatal nő, bár nem valami nagy szépség". A házasság alkalmából a spanyol pékek egy különleges kenyeret, a fabiolát ("la fabiola de Palencia") alkották meg az esemény tiszteletére, amit a mai napig lehet kapni Spanyolországban.
A ceremónia alatt Fabiola egy 1926-os, Art déco stílusú tiarát viselt, amely a belga állam ajándéka volt Asztrid svéd hercegnőnek, amikor az hozzáment III. Lipót belga királyhoz. A királyné selyemből és menyétszőrméből készült ruháját a spanyol divattervező, Cristóbal Balenciaga tervezte.

### Tevékenysége
Fabiola odaadó híve volt a katolikus egyháznak, fiatal korától kezdve érdekelték a szociális és ifjúsági kérdések, Madridban kórházi nővérként dolgozott. A királyi palotában létrehozta a Királyné Szociális Titkárságát („secrétariat social de la Reine”), amely a királyné jótékonysági tevékenységeit koordinálja. Számos alapítvány működését segítette, és létrehozta a Fabiola királyné Alapítványt a Mentális Egészségért („Fondation Nationale Reine Fabiola pour la Santé Mentale”), amely mentális problémákkal küzdő embereket segít. Másik alapítványa, a "Les Ouvres de la Reine Fabiola" különféle szociális problémák megoldását támogatja, mint például a diszlexia kialakulása a fiatalok körében. Utóbbi szorosan együttműködik a flamand és francia nyelvű oktatási minisztériumokkal és intézményekkel.
Baldvin halála után, 1993 szeptemberében a Baldvin-alapítvány elnöke lett. I. Albert belga király özvegyének, Erzsébet belga királynénak 1965-ös halála után elvállalta a nemzetközi hírű Concours Musical International Reine Elisabeth de Belgique komolyzenei versenyt rendező alapítvány védnökségét is. A királyné nagy figyelemmel kísérte a versenyt és általában jelen volt a legtöbb válogatón, és minden alkalommal a döntőn.
1992 februárjában Genfben elnöksége alatt 64 ország állam- és kormányfőinek feleségei találkoztak, ahol a vidéki, harmadik világbeli nők gazdasági fejlődésének lehetőségeit vitatták meg. A létrehozott szervezet a harmadik világbeli országokban igyekszik megteremteni a legszegényebb rétegekben a nők gazdasági, pénzügyi függetlenségének alapjait, támogatja vállalkozásaikat. Ezért a szerepéért 2001-ben a FAO a Ceres Medal kitüntetést adományozta neki.
Részt vett az Opus Dei keresztény szervezet munkájában és az európai katolikus nemesség tagjainak körében végzett toborzó tevékenységében. Ez a tevékenysége meglehetősen ellentmondásos Belgiumban, hiszen a szervezetet egy belga bíróság a „társadalomra veszélyes szektának” minősítette. Mindenesetre a királynéhoz közel állók azt állítják, hogy Fabiola „nem fanatikus, csak rendkívül odaadó”.
Guido Derom belga sarkkutató 1961-ben a tiszteletére nevezett el egy újonnan felfedezett antarktiszi hegyvonulatot. (Ugyanezt a hegyvonulatot 1960. november–decemberében japán kutatók is meglátogatták, akik Yamato-hegységnek nevezték el.)

### Nyelvi kérdés
Bár a belga monarchia honlapján található leírás alapján Fabiola anyanyelve, a spanyol mellett folyékonyan beszél franciául, angolul, németül és olaszul, de hosszú időn át nem tanulta meg Belgium másik hivatalos nyelvét, a flamandot. Ez különösen a nyilvános szereplések során volt zavaró.

### Özvegysége
Baldvin és Fabiola házasságából nem született gyermek, a királyné öt terhessége vetéléssel végződött.
Baldvin király 1993-ban szívroham miatt elhunyt, utóda öccse, Albert liege-i herceg lett, aki II. Albert néven foglalta el a trónt. Fabiolának el kellett hagynia a laekeni királyi palotát és a szerényebb Stuyvenbergh kastélyba költözött. Nyilvános megjelenéseit nagymértékben korlátozták, hogy az új belga királynét, Paolát ne szorítsa a háttérbe.
2009. januárban a volt királynét pajzsmirigyproblémái miatt megműtötték, a műtét érdekessége, hogy altatás helyett hipnózissal érzéstelenítették el Fabiolát. Az általa választott Liège-i kórház erre a módszerre specializálódott, amely elsősorban idős páciensek esetében használnak.
2009. november 13-án a belga hírügynökség bejelentette a királyné halálhírét, azonban ezt nem sokkal később cáfolni kényszerültek.

## Lásd még
- Belgium történelme
- Belgium uralkodóinak listája
- Baldvin belga király

## Fordítás
- Ez a szócikk részben vagy egészben  a   Queen Fabiola of Belgium című angol Wikipédia-szócikk ezen változatának fordításán alapul.  Az eredeti cikk szerkesztőit annak laptörténete sorolja fel. Ez a jelzés csupán a megfogalmazás eredetét és a szerzői jogokat jelzi, nem szolgál a cikkben szereplő információk forrásmegjelöléseként.